# Fuiste mía un verano
 Fuiste mía un verano  es una película filmada en colores de Argentina dirigida por Eduardo Calcagno según su propio guion escrito en colaboración con el guion de Adrián Suárez Passo que se estrenó el 3 de julio de 1969 y que tuvo como protagonistas a Leonardo Favio, Héctor Pellegrini, Emilio Disi y Susana Giménez.

## Sinopsis
La vida de un joven artista desde su infancia hasta su triunfo.

## Reparto
- Leonardo Favio…Leonardo
- Héctor Pellegrini…Manager
- Emilio Disi …Secretario
- Alberto Greco
- Héctor Carrión
- Félix Caballero
- Susana Giménez …Aquella mujer
- Nora Cullen
- Beto Gianola…Chofer camioneta
- Carola Favio …Carola
- Carlos Davis
- Walter Santa Ana …Doctor
- Raúl Aller
- Roberto Brasera
- Enrique Felicetti
- Salvador O. Gallo
- Horacio Jury
- Daniel Locante
- Guerino Marchesi
- Felipe Méndez
- Héctor Puvera
- Alfredo Quesada
- Luisa Yasky

## Comentarios
La Razón opinó:

”Original y grata expresión musical.”

La revista Panorama escribió:

”Sólo hay  un cantante del momento, excedido de ademanes enfáticos, dispuesto a hacerse un film para su mejor difusión.”

El civismo escribió:

”El trabajo de Calcagno resulta, en síntesis la mala ilustración de un long-play cualquiera.”